# Grabina (Góry Świętokrzyskie)
 Grabina (304 m n.p.m.) – w większości bezleśne, położone na terenie Kielc wzniesienie Pasma Kadzielniańskiego, pokryte krzewami dzikiej róży, tarniny, trawami. W obrębie góry zachowały się ślady eksploatowania złóż galeny (pozostałości głębokiego na ok. 118 metrów szybu „Barbara”). Poza tym na wzgórzu znajduje się kamieniołom, z którego do 1975 roku wydobywano wapienie dewońskie.